# 2465 Wilson
A 2465 Wilson (ideiglenes jelöléssel 1949 PK) a Naprendszer kisbolygóövében található aszteroida. Karl Wilhelm Reinmuth fedezte fel 1949. augusztus 2-án.